# エディンバラ旧市街
エディンバラ旧市街 （The Old Town of Edinburgh）は、スコットランドの首都エディンバラの一部。UNESCO世界遺産に登録されている。中世の都市図とスコットランド宗教改革時代の建物が多く残る。
一端はエディンバラ城と主要な幹線であるロイヤル・マイル、実際には4つに区別される通りであるキャッスルヒル、ローンマーケット、ハイ・ストリート、そして現在廃墟となっているホリールード寺院へつながるカノンゲイトによってふさがれる。狭いクローゼス（closes、小路）はしばしば数フィートの幅しかなく、ヘリンボーン模様（矢はず模様とも）の主な背骨のどちらの側にも下り坂へつながる。セント・ジャイルズ大聖堂やスコットランド最高裁判所のような主要な公共建築物または市場のある場所は、大きな広場のそばである。
スコットランド議会ビル、ホリールード宮殿、スコットランド教会ゼネラル・アッセンブリー・ホール、スコットランド・ロイヤル・ミュージアム、サージェオンズ・ホール、エディンバラ大学といった有名なものが旧市街にあり、おびただしい数の地下道と地下室、以前の建設過程の遺物などがある。通りの配置は北ヨーロッパ諸都市の旧地区の典型であり、エディンバラには岩山の上にそびえる城、死火山の名残などがあるため非常に絵画的であり、主な通りが山のうねの上から下ってゆく。
都市の地形『クラグ・アンド・テイル』（Crag and tail、平地にそびえる岩山や丘と漸減する斜面のこと）は後期氷期につくられ、大地との間の氷河が刻んだ痕跡がおぼろげになり柔らかな土壌を押し出したときに誕生した。しかし、火山性岩の堅い貝砂層によって裂かれた。丘の上の険しい岩は都市の最初に発展した部分で、要塞化されすぐに現在のエディンバラ城となった。 都市のその他の残りは、城のある岩山から平地へとゆっくりと広がっていった。これは南部の湿地帯と北方のノール湖を伴う容易に防御可能な地となった。主な道から居住区へアクセスするのはたくさんの門と市壁を通らなければならないことで制限が加えられていた。市壁は唯一断片的に残る場所がある（ フロドゥン壁など）。
斜面の狭さにより空間の制限が強いられたため、旧市街は初期の高収入者の一部の住居建築が並んでいた。多階住居は1500年代より後から規準となった。1700年代の旧市街はおよそ80,000人の人口を抱えていた。しかし、さらに近代へむかうとわずか4,000人にまで劇的に減った。最近は旧市街のあらゆる場所におよそ20,000人が住んでいる。長い間住民は防護壁外側に住居が建てられるのは気が進まず、住居の必要性への訴えが増加するにつれ建物はより高くなる傾向にあった。悲劇的なことに、これらの建物の多くは1824年大火で破壊された。元々の基礎の上に再建された建物は地面の高さを変えることになり、多くの通路と旧市街地下の地下室がつくられることになった。
2002年12月7日、旧市街で起きた火事にカウゲイトの一部が飲み込まれた。有名なコメディー・クラブ『ザ・ギルデッド・バルーン』や、包括的な人工知能図書館を含むエディンバラ大学情報科学学部の大半が破壊された。

## 世界遺産

### 登録基準
この世界遺産は世界遺産登録基準のうち、以下の条件を満たし、登録された（以下の基準は世界遺産センター公表の登録基準からの翻訳、引用である）。
- (2) ある期間を通じてまたはある文化圏において、建築、技術、記念碑的芸術、都市計画、景観デザインの発展に関し、人類の価値の重要な交流を示すもの。
- (4) 人類の歴史上重要な時代を例証する建築様式、建築物群、技術の集積または景観の優れた例。